# Torico
Torico est un jeu vidéo développé by System Sacom et publié par Sega pour la console Sega Saturn en 1996. Ce jeu est sorti sous le nom de Lunacy aux  États-Unis et Gekka Mugentan Torico au Japon. Il s'agit de la suite du Manoir des âmes perdues, sorti également sur Saturn deux ans plus tôt.
Torico est un jeu d'aventure à la première personne dans la tradition de Myst, avec une interface simple et de nombreuses énigmes à résoudre. Le jeu est constitué pour l'essentiel de longues séquences vidéos en full motion video.

## Histoire
La légende raconte que la Cité des Lunes est un endroit où l'on peut ni vieillir ni mourir, un domaine de bonheur éternel. Les gens qui y sont allés y reviennent amnésiques et se distinguent par un symbole.
Au début du jeu, un voyageur du nom de Fred se retrouve enfermé dans la prison de Misty Town. Après s'être libéré, il est venu au village en quête de son passé, un passé pour lequel il n'a plus aucun souvenir. Sur son front, il porte un étrange tatouage en forme de croissant. Dans sa cellule, il fait la connaissance d'Anthony qui lui raconte la légende de la cité des Lunes. On dit que le chemin qui mène à la Cité des Lunes se trouve quelque-part au sein de Misty Town. Anthony lui offre alors la clé de sa cellule, mais après une évasion ratée, Fred se retrouve entre les mains de Lord Gordon, le Seigneur impitoyable de la ville.
Lord Gordon le condamne à mort, mais lui offre la chance de sauver sa vie: S'il parvient à trouver l'entrée de la Cité des Lunes, il sera épargné. Avec sa vie désormais en jeu, Fred commence sa quête de la cité légendaire.
Dans le village, il va faire la connaissance des nombreux personnages excentriques qui peuplent Misty Town, comme l'irritable Dr. Morse ou le mélancolique Gray ou Rose, la fleuriste.

## Système de jeu
Torico se déroule dans deux endroits principaux : Misty Town et la Cité des Lunes. C'est pourquoi le jeu est divisé en deux CD.
Bien que le jeu donne l'illusion d'évoluer librement dans un environnement en 3D, en réalité chaque action charge une séquence cinématique précalculée : les déplacements, le ramassage des objets et les dialogues avec les personnages sont précalculés.
Les déplacements autorisées se limitent à se diriger vers la droite, la gauche, l'avant ou l'arrière ainsi qu'à examiner différents objets. Tous le jeu se déroule selon la seule perspective de Fred. Chaque évènement important est stocké dans sa mémoire et peut être revu plus tard. Le joueur peut également sauvegarder sa progression à tout moment.
Parler aux différents personnages est indispensable afin de faire avancer le jeu. En effet, chacun d'entre eux peut fournir des indices ou certains objets qui permettent d'avancer plus loin dans la quête. Ainsi, certains évènements ne peuvent pas se dérouler tant que Fred n'a pas parlé avec l'un des personnages. C'est pourquoi, il est souvent nécessaire de vérifier que l'on a rien oublié afin de se débloquer. 
Alors que le scénario qui se déroule sur le CD1 (Misty Town) est linéaire, le CD2 (Cité des Lunes) peut se terminer de différentes façons, en fonction des choix que prend le joueur à un moment donné. Ces choix auront pour conséquence par exemple de sauver ou non certains habitants de Misty Town. Ces choix modifient également la fin du jeu puisque seuls les personnages que Fred a pu sauver y sont présents.

## Divers
Le nombre 4 semble avoir une signification particulière au sein du jeu. Ainsi le passage vers la Cité des Lunes ne s'ouvre que tous les quatre ans. De fait, Le vent ne souffle que tous les quatre ans sur Misty Town.
Dans la Cité des Lunes elle-même, le but est des libérer quatre papillons, chacun d'entre eux correspondant à l'un des quatre éléments: air (vent), terre, eau et feu (lumière).
De même à l'intérieur du puits, toujours à la recherche de du passage vers la Cité des Lunes, Fred se sert de ces quatre éléments pour ouvrir un portail.
Curieusement Anthony semble être le seul personnage qui n'est pas affecté par la Cité des Lunes. Il n'y est pas  emprisonné à son arrivée et ne souffre pas d'amnésie lorsqu'il en repart.
La traduction complète du titre en version japonaise est: La Légende de la Cité des Lunes : Le Prisonnier ce qui suggère que le jeu était prévu à la base comme étant le premier d'une série. Pourtant, aucune suite n'est jamais sorti et le jeu a simplement était renommé Torico en version européenne.
Toutefois, étant donné le titre original, il semble que les similitudes avec la série télévisée Le Prisonnier ne soient pas que des coïncidences.

## Source
- (en) Cet article est partiellement ou en totalité issu de l’article de Wikipédia en anglais intitulé « Torico » (voir la liste des auteurs).